# Cynic Paradise
 (novembre 2016).
Si vous disposez d'ouvrages ou d'articles de référence ou si vous connaissez des sites web de qualité traitant du thème abordé ici, merci de compléter l'article en donnant les références utiles à sa vérifiabilité et en les liant à la section « Notes et références ».
Albums de Pain
Psalms of Extinction
(2007) You Only Live Twice
(2011)
Cynic Paradise est le sixième album produit par le groupe de metal industriel suédois Pain, sorti le 31 octobre 2008. L'ex-chanteuse du groupe Nightwish, Anette Olzon, participe à cet album en chantant sur Follow me et Feed Us.
3 clips ont été tournés, pour Follow Me et Monkey Business, et Have a Drink on Me, réalisés par le photographe de Pain, Denis Goria. Follow me ayant été co-réalisé aussi par Ville Lipiainen.

## Liste des chansons
| 1.    | I'm Going In           | 3:16 |
| 2.    | Monkey Business        | 4:06 |
| 3.    | Follow Me              | 4:16 |
| 4.    | Have A Drink On Me     | 3:55 |
| 5.    | Don't Care             | 2:43 |
| 6.    | Reach Out (And Regret) | 3:54 |
| 7.    | Generation X           | 4:20 |
| 8.    | No One Knows           | 3:50 |
| 9.    | Live Fast Die Young    | 3:42 |
| 10.   | Not Your Kind          | 4:10 |
| 11.   | Feed Us                | 4:15 |
| 57:31 |                        |      |